# GP Adrie van der Poel
De GP Adrie van der Poel is een veldritwedstrijd die sinds 2000 jaarlijks wordt georganiseerd in de Nederlandse plaats Hoogerheide. In 2009, 2014 en in 2023 werd het wereldkampioenschap veldrijden op dit parcours gehouden. Niels Albert won er in 2009 zijn eerste wereldtitel, terwijl Zdeněk Štybar er in 2014 zijn derde wereldtitel behaalde. Marianne Vos werd in die jaren voor de tweede en zevende keer wereldkampioene veldrijden. In 2023 behaalde Mathieu van der Poel zijn vijfde en Fem van Empel haar eerste wereldtitel.

## Parkoers van Adrie van der Poel

### De Koepel aan de Scheldeweg
De Grote Prijs wordt verreden in en langs De Koepel, een gebied dat vernoemd is naar een belvedère, een koepeltje dat er vroeger pal op de steilrand van de Brabantse Wal stond. Het veldrijden in Hoogerheide vond in de vorige eeuw vooral anderhalve kilometer noordelijker plaats, op de Vinkenberg. Deze beboste duinpartij, tussen de afrit van de A4 en de vliegbasis Woensdrecht, had echter onvoldoende ruimte om er een grote wedstrijd te organiseren. Die ruimte zag Adrie van der Poel wel in 1999 tijdens een wandeling langs de Scheldeweg: Het weiland, bosje, lager gelegen akkerland en hoogteverschil waren prima ingrediënten voor een veldrit.

### Jaarlijkse verbeteringen
Met Adrie's afscheidscross, waarin hij een derde plaats haalde, werd de locatie in 2000 ingewijd. Het werd zo'n groot succes, dat de organisatie besloot er een jaarlijkse Grote Prijs van te maken. Het parkoers werd elk jaar weer bijgeschaafd door de naamgever zelf. Adrie kon in de begeleiding van David en Mathieu, het hele seizoen inspiratie op doen bij andere crossen. Hij dacht daarbij niet alleen aan de rijders, maar ook aan het publiek. Stukken die niet lekker liepen voor de renners gingen eruit. Een belangrijke wijziging was de verplaatsing van de eindstreep van de sfeervolle winkelstraat naar de Scheldeweg, omdat daar meer ruimte was voor de toeschouwers.

### Brug weg, bult en trap erbij
Een flinke ingreep in het parkoers was de reconstructie van de Scheldeweg in 2015. Dankzij de aanleg van een nieuwe randweg, langs het noorden en oosten van Hoogerheide, was de Scheldeweg niet meer nodig voor het doorgaand verkeer. De brug over de weg Onderstal werd afgebroken en de Scheldeweg volgde voortaan weer de contour van het landschap. Sindsdien ligt de streep 'bovenop een bult, waar de Scheldeweg smerig omhoog loopt'. Mathieu van der Poel won er in 2018 ook het NK op de weg. Door de wegverlegging ontstond er ruimte om appartementen op de Uilenberg te bouwen. Hierbij werd ook een trap aangelegd die met 36 tredes het hoogteverschil tussen Onderstal en het pad langs de appartementen overwint.

### Toonaangevende vernieuwing
Hoogerheide staat open voor vernieuwingen. Er kwamen bruggen in of over het parkoers, waardoor de toeschouwers rond kunnen lopen en je ook vanaf een afstand kunt blijven volgen wie er het eerste overheen rijdt. Bij het WK in 2023 viel de tweede rij met dranghekken op, zodat op bepaalde stukken het publiek niet direct in aanraking kon komen met de renners en de koers voor meer mensen tegelijk te volgen bleef. Daarnaast was het bos niet toegankelijk voor publiek, waardoor er voor het eerst tijdens een wereldkampioenschap, met een drone mooie beelden vanuit de koers konden worden gemaakt. In 2024 waren de bochten ruim vrijgemaakt van publiek, opdat de renners konden zien wanneer er een collega voor hen was gevallen. Het bier werd geschonken in bekers met statiegeld en toeschouwers die op de fiets naar de cross kwamen kregen korting.

## Erelijst

### Mannen elite
| Datum      | Klassement          | Cat. | Winnaar                         | Tweede                          | Derde                           |
| ---------- | ------------------- | ---- | ------------------------------- | ------------------------------- | ------------------------------- |
| 26/01/2025 | Wereldbeker         | CMD  | Mathieu van der Poel            | Michael Vanthourenhout          | Lars van der Haar               |
| 28/01/2024 | Wereldbeker         | CDM  | Mathieu van der Poel            | Joris Nieuwenhuis               | Pim Ronhaar                     |
| 05/02/2023 | Wereldkampioenschap | WK   | Mathieu van der Poel            | Wout van Aert                   | Eli Iserbyt                     |
| 23/01/2022 | Wereldbeker         | CDM  | Eli Iserbyt                     | Lars van der Haar               | Tom Pidcock                     |
| 24/01/2021 | Wereldbeker         | CDM  | Afgelast vanwege coronapandemie | Afgelast vanwege coronapandemie | Afgelast vanwege coronapandemie |
| 26/01/2020 | Wereldbeker         | CDM  | Mathieu van der Poel            | Toon Aerts                      | Eli Iserbyt                     |
| 27/01/2019 | Wereldbeker         | CDM  | Mathieu van der Poel            | Toon Aerts                      | Wout van Aert                   |
| 28/01/2018 | Wereldbeker         | CDM  | Mathieu van der Poel            | Wout van Aert                   | Michael Vanthourenhout          |
| 22/01/2017 | Wereldbeker         | CDM  | Lars van der Haar               | Tom Meeusen                     | Corné van Kessel                |
| 24/01/2016 | Wereldbeker         | CDM  | Mathieu van der Poel            | Wout van Aert                   | Kevin Pauwels                   |
| 25/01/2015 | Wereldbeker         | CDM  | Mathieu van der Poel            | Wout van Aert                   | Gianni Vermeersch               |
| 02/02/2014 | Wereldkampioenschap | WK   | Zdeněk Štybar                   | Sven Nys                        | Kevin Pauwels                   |
| 20/01/2013 | Wereldbeker         | CDM  | Martin Bína                     | Lars van der Haar               | Simon Zahner                    |
| 22/01/2012 | Wereldbeker         | CDM  | Kevin Pauwels                   | Zdeněk Štybar                   | Klaas Vantornout                |
| 23/01/2011 | Wereldbeker         | CDM  | Niels Albert                    | Kevin Pauwels                   | Sven Nys                        |
| 24/01/2010 | Wereldbeker         | CDM  | Niels Albert                    | Zdeněk Štybar                   | Kevin Pauwels                   |
| 01/02/2009 | Wereldkampioenschap | WK   | Niels Albert                    | Zdeněk Štybar                   | Sven Nys                        |
| 20/01/2008 | Wereldbeker         | CDM  | Lars Boom                       | Bart Wellens                    | Erwin Vervecken                 |
| 21/01/2007 | Wereldbeker         | CDM  | Sven Nys                        | Petr Dlask                      | Erwin Vervecken                 |
| 22/01/2006 | Wereldbeker         | CDM  | Erwin Vervecken                 | John Gadret                     | Enrico Franzoi                  |
| 23/01/2005 | Wereldbeker         | CDM  | Sven Nys                        | Davy Commeyne                   | Sven Vanthourenhout             |
| 04/01/2004 |                     | C1   | Mario De Clercq                 | Tom Vannoppen                   | Arne Daelmans                   |
| 16/02/2003 | Wereldbeker         | CDM  | Sven Nys                        | Bart Wellens                    | Ben Berden                      |
| 17/01/2002 |                     | C1   | Erwin Vervecken                 | Mario De Clercq                 | Peter Van Santvliet             |
| 06/01/2001 |                     | C2   | Richard Groenendaal             | Gerben de Knegt                 | Sven Nys                        |
| 20/02/2000 |                     | C3   | Richard Groenendaal             | Sven Nys                        | Adrie van der Poel              |

### Vrouwen elite
| Datum      | Klassement          | Cat. | Winnaar                         | Tweede                          | Derde                           |
| ---------- | ------------------- | ---- | ------------------------------- | ------------------------------- | ------------------------------- |
| 26/01/2025 | Wereldbeker         | CMD  | Lucinda Brand                   | Blanka Vas                      | Puck Pieterse                   |
| 28/01/2024 | Wereldbeker         | CDM  | Fem van Empel                   | Blanka Vas                      | Lucinda Brand                   |
| 04/02/2023 | Wereldkampioenschap | WK   | Fem van Empel                   | Puck Pieterse                   | Lucinda Brand                   |
| 23/01/2022 | Wereldbeker         | CDM  | Marianne Vos                    | Lucinda Brand                   | Puck Pieterse                   |
| 24/01/2021 | Wereldbeker         | CDM  | Afgelast vanwege coronapandemie | Afgelast vanwege coronapandemie | Afgelast vanwege coronapandemie |
| 26/01/2020 | Wereldbeker         | CDM  | Lucinda Brand                   | Annemarie Worst                 | Sanne Cant                      |
| 27/01/2019 | Wereldbeker         | CDM  | Lucinda Brand                   | Katherine Compton               | Marianne Vos                    |
| 28/01/2018 | Wereldbeker         | CDM  | Sanne Cant                      | Eva Lechner                     | Evie Richards                   |
| 22/01/2017 | Wereldbeker         | CDM  | Marianne Vos                    | Lucinda Brand                   | Annemarie Worst                 |
| 24/01/2016 | Wereldbeker         | CDM  | Sophie de Boer                  | Thalita de Jong                 | Nikki Harris                    |
| 25/01/2015 | Wereldbeker         | CDM  | Eva Lechner                     | Kateřina Nash                   | Pauline Ferrand-Prévot          |
| 02/02/2014 | Wereldkampioenschap | WK   | Marianne Vos                    | Eva Lechner                     | Helen Wyman                     |
| 20/01/2013 | Wereldbeker         | CDM  | Marianne Vos                    | Sanne van Paassen               | Christel Ferrier-Bruneau        |
| 22/01/2012 | Wereldbeker         | CDM  | Marianne Vos                    | Daphny van den Brand            | Kateřina Nash                   |
| 23/01/2011 | Wereldbeker         | CDM  | Katherine Compton               | Hanka Kupfernagel               | Marianne Vos                    |
| 24/01/2010 | Wereldbeker         | CDM  | Marianne Vos                    | Sanne Van Paassen               | Daphny van den Brand            |
| 01/02/2009 | Wereldkampioenschap | WK   | Marianne Vos                    | Hanka Kupfernagel               | Katherine Compton               |
| 20/01/2008 | Wereldbeker         | CDM  | Hanka Kupfernagel               | Maryline Salvetat               | Helen Wyman                     |
| 21/01/2007 | Wereldbeker         | CDM  | Hanka Kupfernagel               | Marianne Vos                    | Helen Wyman                     |
| 22/01/2006 | Wereldbeker         | CDM  | Daphny van den Brand            | Hanka Kupfernagel               | Mirjam Melchers                 |
| 23/01/2005 |                     | C1   | Mirjam Melchers                 | Daphny van den Brand            | Hanka Kupfernagel               |
| 04/01/2004 |                     | C1   | Reza Hormes-Ravenstijn          | Marianne Vos                    | Daphny van den Brand            |
| 16/02/2003 | Wereldbeker         | CDM  | Daphny van den Brand            | Corine Dorland                  | Anja Nobus                      |
| 17/02/2002 |                     | C1   | Daphny van den Brand            | Hilde Quintens                  | Corine Dorland                  |